# Wanda Król
Wanda Król, z d. Błońska, secundo voto Gąsiewska (ur. 11 kwietnia 1946 w Poznaniu) – polska łyżwiarka, zawodniczka łyżwiarstwa szybkiego, reprezentantka kraju.

## Życiorys
Była zawodniczką AZS-AWF Warszawa (do 1971) i Sarmaty Warszawa (1972–1973).
Reprezentowała Polskę na wielobojowych mistrzostwach świata w 1966 (30 m.), mistrzostwach świata w wieloboju sprinterskim w 1973 (22 m.), wielobojowych mistrzostwach Europy w 1970 (14 m.), 1972 (23 m.) i 1973 (19 m.).
W 1962 została wielobojową mistrzynią Polski juniorek. Na wielobojowych mistrzostwach Polski seniorek zdobyła srebrny medal w 1969 (wygrała wówczas wyścig na 1000 metrów) i 1973, brązowy medal w 1970 i 1972.
Była rekordzistką Polski na 500 metrów (46,72 – 31.01.1970, 45,90 – 8.02.1970), 1000 metrów (1:35,50 – 8.02.1970), 1:32,90 – 21.02.1971) i wieloboju sprinterskim (189,350 – 8.02.1970).
Po zakończeniu kariery sportowej pracowała m.in. w Wydziale Kultury Fizycznej Urzędu Dzielnicowego Warszawa-Żoliborz, Instytucie Sportu, Departamencie Sportu Urzędu Kultury Fizycznej i Sportu i Wydziale Kultury Fizycznej Urzędu Miasta Stołecznego Warszawy. 
Jej mąż, Marek Gąsiewski jest sędzią kolarskim.